# ریورز (نیومکزیکو)
ریورز (به انگلیسی: Rivers) یک منطقهٔ مسکونی در ایالات متحده آمریکا است که در نیومکزیکو واقع شده‌است. ریورز ۲۸ نفر جمعیت دارد و ۱٬۷۳۵٫۸۶ متر بالاتر از سطح دریا واقع شده‌است.